# Коро, Камиль
Жан-Бати́ст Ками́ль Коро́ (фр. Jean-Baptiste Camille Corot; 17 июля 1796 (29 мессидора IV года Республики), Париж — 22 февраля 1875, там же) — французский живописец, рисовальщик и гравёр. Выдающийся пейзажист эпохи романтизма, близкий художникам барбизонской школы, оказавший влияние на импрессионистов. Зарисовки и эскизы Коро ценятся почти столь же высоко, как и законченные картины. Колористические качества живописи Коро основаны на тонких отношениях серебристо-серых и жемчужно-перламутровых тонов — валёрах. Известно его выражение: «валёры прежде всего».

## Биография
Камиль Коро родился в 1796 году в состоятельной семье владельцев мастерской и магазина модной одежды в Париже на улице Бак. Отец, Жак Луи Коро (1771—1847), унаследовал магазин париков своего тестя и работал вместе с женой Марией Франсуазой Коро (1768—1851), урождённой Оберсон, дочери швейцарского гвардейца Версальского дворца во время правления короля Людовика XVI.
Будущий художник учился в пансионе Летелье в Париже (1803—1807), затем в гимназии Пьера-Корнеля в Руане (1807—1812). 1813—1815 годы он провёл в пансионате лицея в Пуасси. Отец отдал его в ученики двум парижским торговцам тканями, но ученик оказался плохим продавцом. У Камиля не оказалось вкуса к коммерции, и он посещал по вечерам уроки рисования в Швейцарской академии искусств на набережной Орфевр. Родители одобрили его выбор. Коро получил первые уроки пейзажной живописи у Ашиля Мишальона, но через несколько месяцев его учитель скончался. Коро продолжил обучение у Жана-Виктора Бертена, учеником которого был Мишальон и который, как и он, преподавал Коро науку неоклассической композиции и исторического пейзажа.

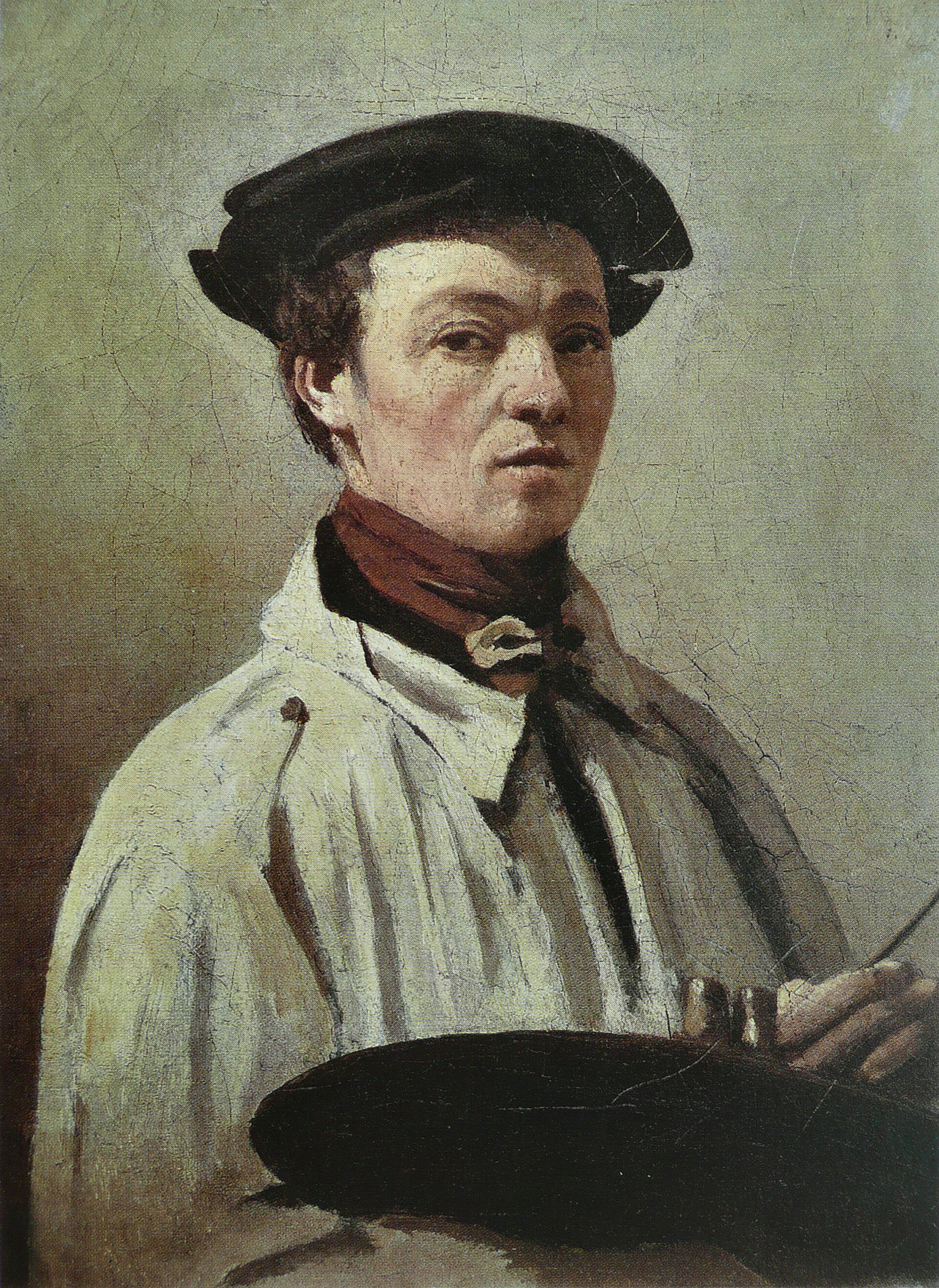
Автопортрет. 1835. Бумага на холсте, масло. Уффици, Коридор Вазари, Флоренция

Состоятельность родителей, пока они были живы, позволяли Камилю жить без экономических ограничений, путешествовать по Франции и Италии, где он останавливался трижды, и даже оказывать материальную помощь другим художникам.
По возвращении во Францию Камиль Коро сблизился с художниками барбизонской школы, но, в отличие от них, он разрабатывал собственный, утончённый романтический стиль.
Большое значение для творчества Коро имело путешествие в Италию 1825—1828 годов. Позднее он возвращался в Италию ещё дважды: в 1834 и в 1843 годах. Коро ездил в Бельгию и Нидерланды, Англию, регулярно посещал Швейцарию. Много путешествовал и по Франции: Нормандия, Бургундия, Прованс, Иль-де-Франс.
Камиль Коро поддерживал приятельские отношения с другим выдающимся художником своей эпохи, прежде других с Густавом Курбе. В 1862 и 1863 годах они выезжали на пленэр в городок Бюссак-сюр-Шарант в Приморской Шаранте, где работали вместе с художниками Ипполитом Праделем и Луи-Огюстеном Огеном, образовав недолгую художественную «группу Порт-Берто».
Обеспечив себе успех, Коро щедро раздавал деньги и время своим друзьям. Он стал старейшиной сообщества художников и использовал свое влияние, чтобы получать заказы для других. В 1871 году во время франко-прусской войны он пожертвовал 2000 франков беднякам Парижа, осаждённого пруссаками. В годы Парижской коммуны он был в Аррасе с Альфредом Робо. В 1872 году он купил дом в Оверe в качестве подарка Оноре Домье, который к тому времени ослеп, остался без средств и без крова. В 1875 году он пожертвовал 10 000 франков вдове Милле в поддержку её детей. Его благотворительность была широко известна. В поздние годы он оставался скромным и аполитичным человеком, довольным своей удачей в жизни, и придерживался убеждения, что «люди не должны кичиться от гордости, будь то императоры, добавляющие ту или иную провинцию к своим империям, или художники, приобретающие репутацию».
Несмотря на большой успех и признание среди художников, коллекционеров и критиков, его многочисленные друзья, тем не менее, считали, что официально он был забыт, и в 1874 году, незадолго до его смерти, они вручили ему золотую медаль. В конце 1874 года Камиль Коро удалился в Куброн (Иль-де-Франс). Страдая от рака желудка, Коро вернулся в Париж 25 января 1875 года и умер прикованным к постели в семидесятисемилетнем возрасте 22 февраля 1875 года в доме № 56 по улице Фобур-Пуассоньер (10-й округ). Похоронен на кладбище Пер-Лашез (участок 24).
Ряд последователей называли себя учениками Коро. Наиболее известны Камиль Писсарро, Эжен Буден, Берта Моризо, Станислас Лепин, Антуан Шентрей, Франсуа-Луи Франсе, Шарль Ле Ру и Александр Дефо. Живописной манере Коро успешно подражал А. Ж. Арпиньи.

## Творчество

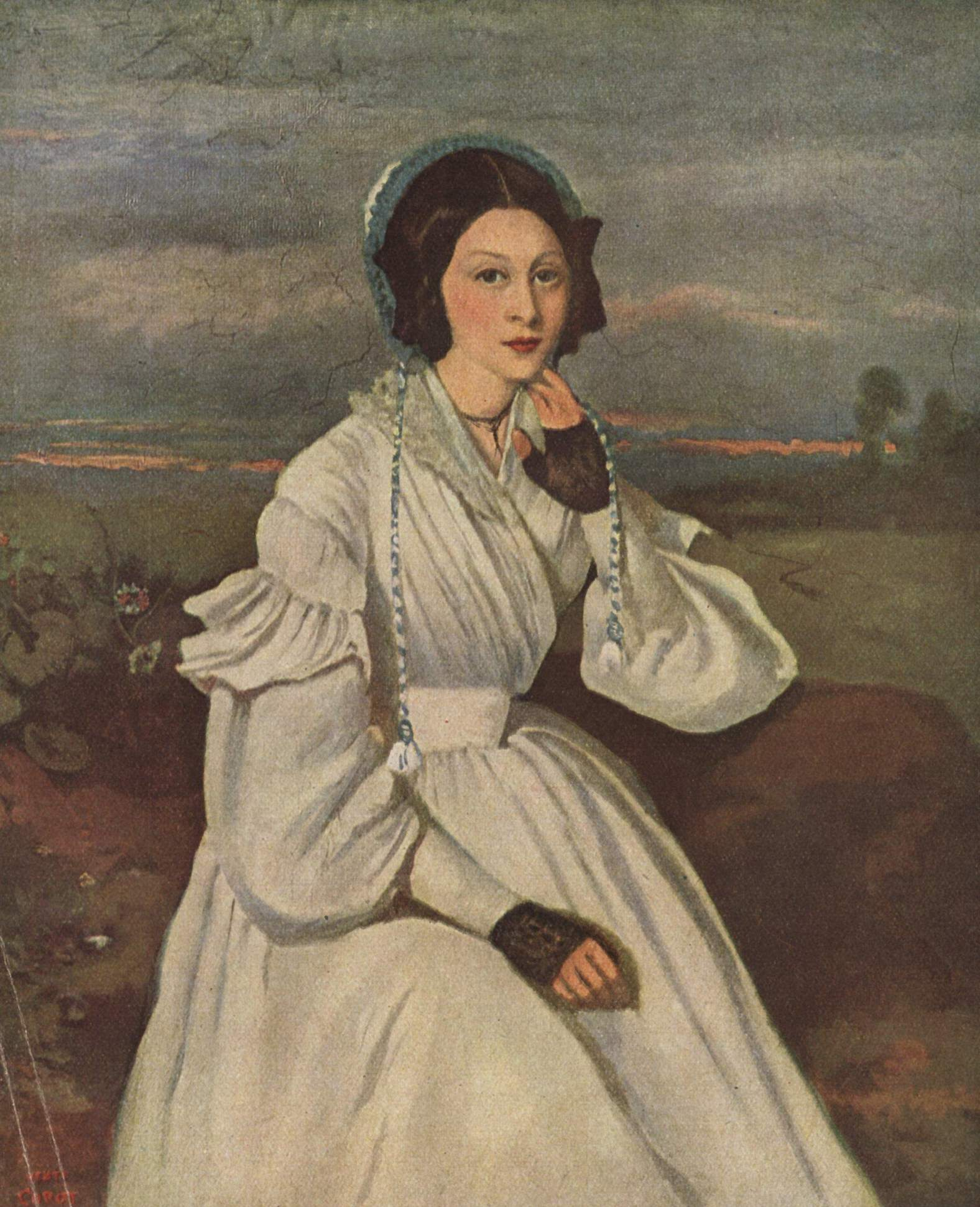
Портрет Клер Сеннегон. 1837. Холст, масло. Лувр, Париж

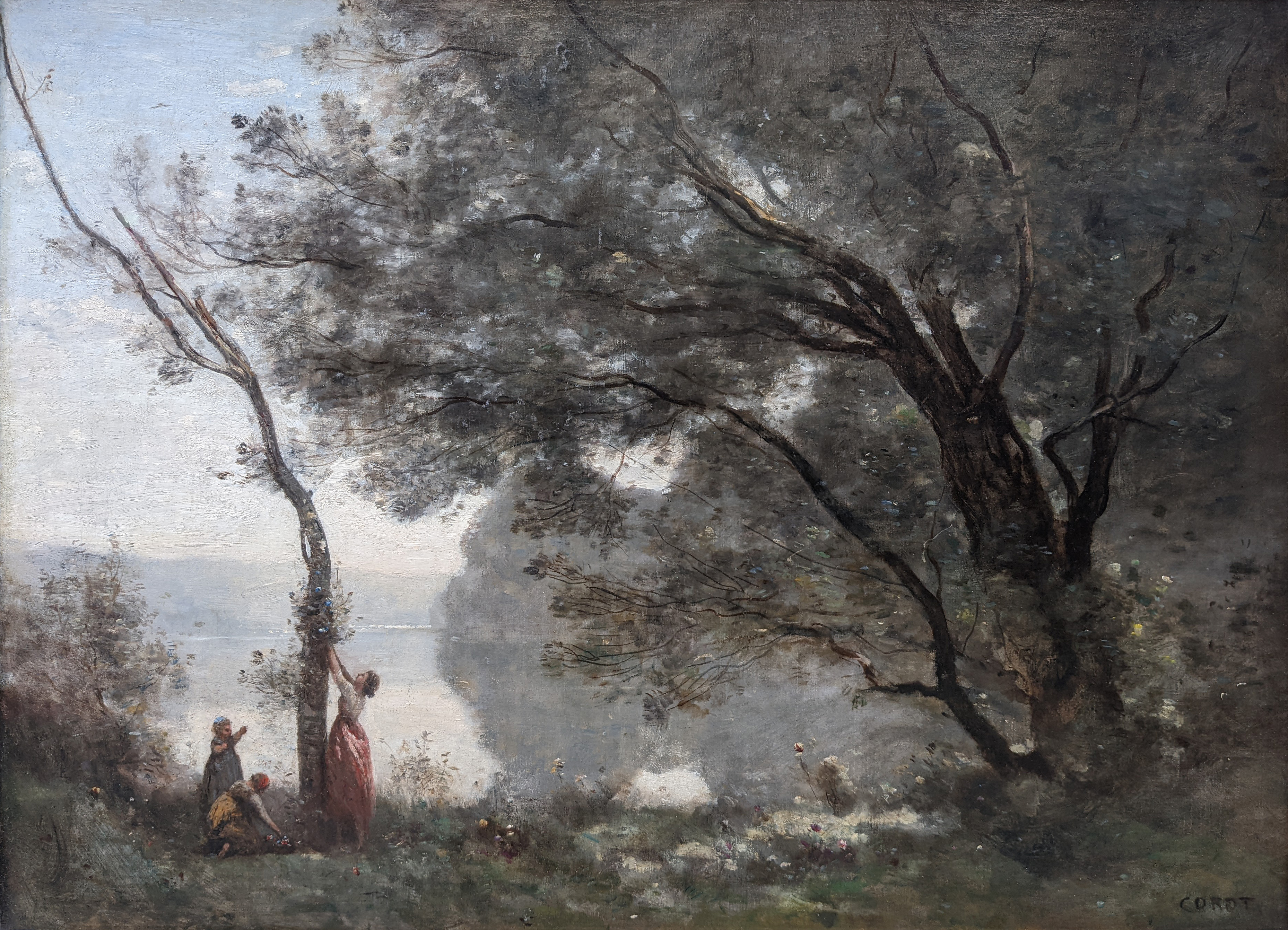
Воспоминание о Мортфонтене. 1864. Холст, масло. Лувр, Париж

Работая на пленэре, Коро создавал целые альбомы этюдов. Зимой он писал в мастерской картины на мифологические и религиозные темы, стремясь добиться успеха в Парижском салоне. Первые картины он отправил в салон в 1827 году. Далее последовали «Агарь в пустыне» (1835), «Гомер и пастухи» (1845). Однако наибольшей славы Коро добился в портрете и, особенно, в пейзаже.
На женских портретах Коро чаще всего изображены нежные и грустные девы, обычно на фоне такого же грустного пейзажа. Например, «Портрет Клер Сеннегон» (1837, Лувр), где белое платье контрастирует с серым небом, или «Туалет» (1859, Частное собрание), где обнажённая девушка изображена на опушке леса.
Иногда портреты работы Коро перекликаются с произведениями художников Высокого Возрождения в Италии Леонардо да Винчи и Рафаэля, та же композиция фигуры на фоне пейзажа и руки портретируемых сложены таким же образом («Женщина с жемчужиной» (1868/1870, Лувр)). Одни из лучших его портретов — «Женщина в розовой юбке» (Около 1865, Лувр), «Прерванное чтение» (1870, Художественный институт, Чикаго), «Цыганка с мандолиной» (Около 1874, Сан-Паулу, Музей искусств), «Дама в голубом» (1874, Лувр).

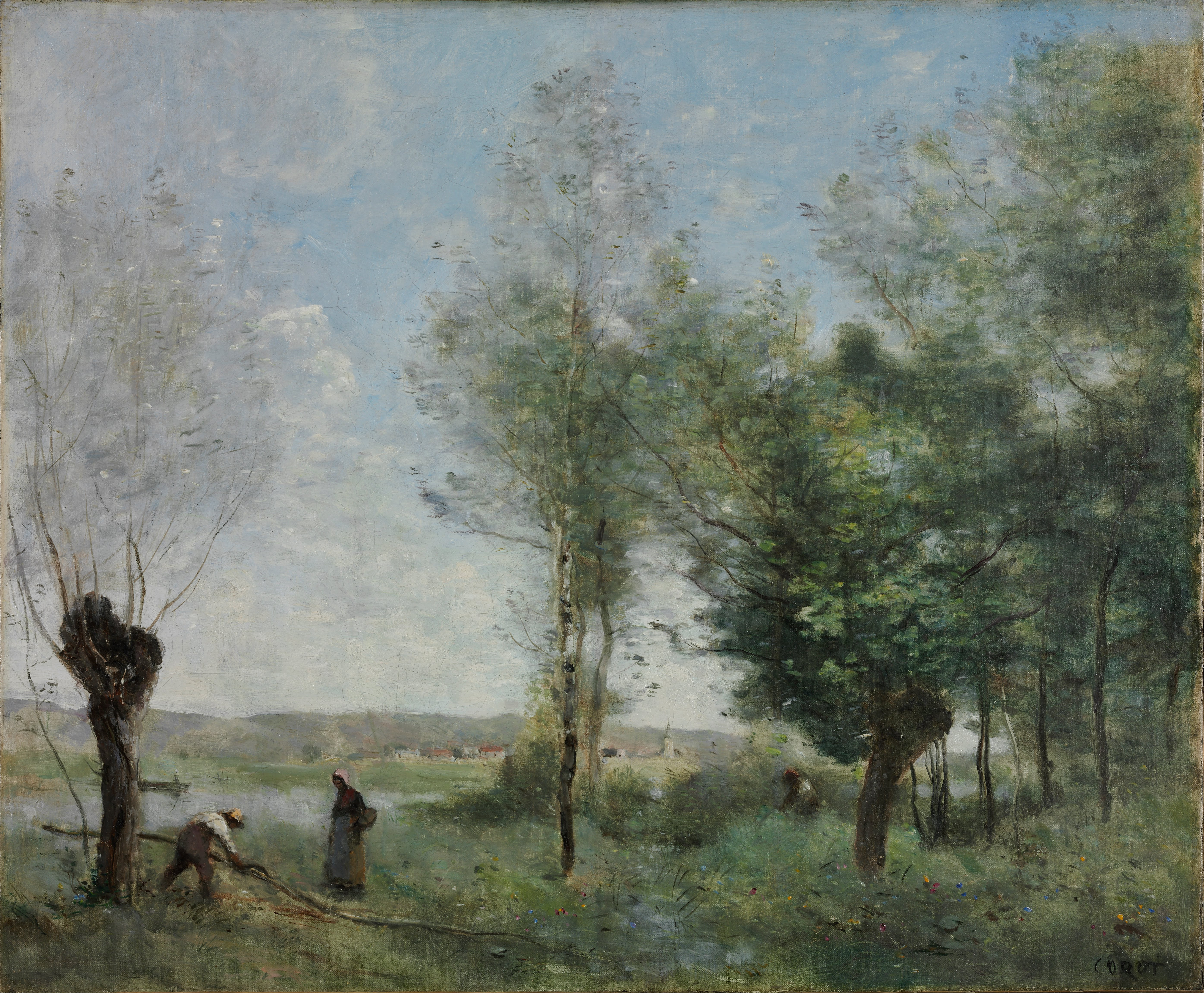
Воспоминание о Коброне. 1872. Холст, масло. Музей изобразительных искусств, Будапешт

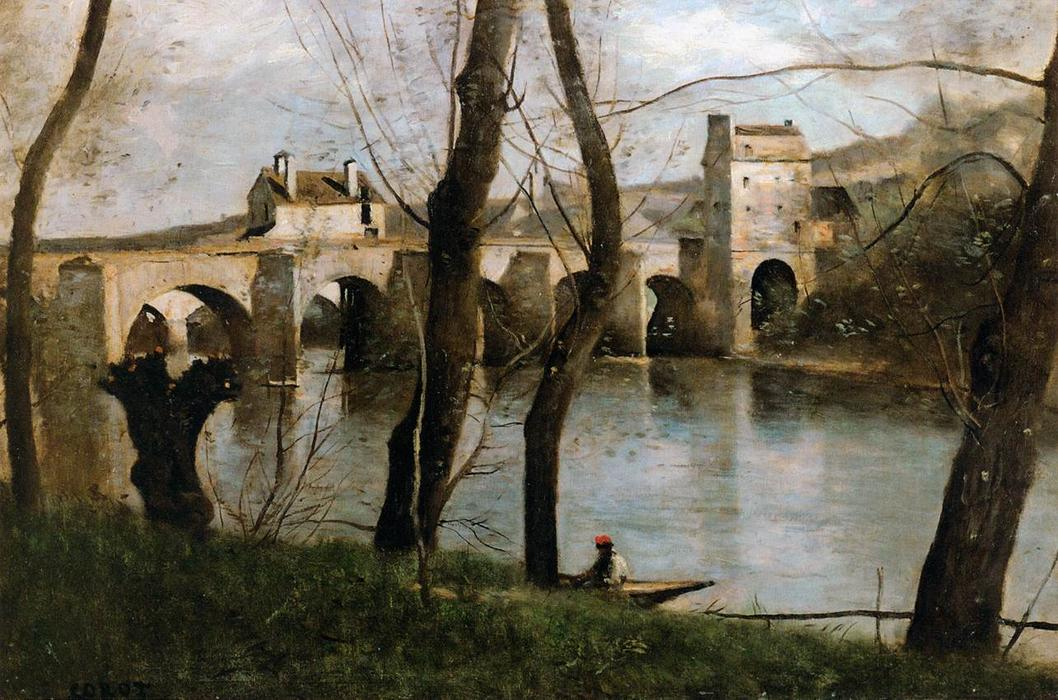
Мост в Манте. Между 1868 и 1870. Холст, масло. Лувр, Париж

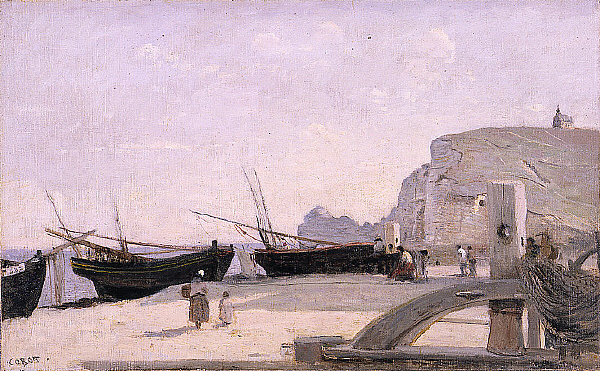
Пляж в Этрета. 1872. Холст, масло. Художественный музей, Сент-Луис, США

Однако большинство картин, написанных Коро, — это пейзажи. В начале своей карьеры в Италии он создал большое количество этюдов, наполненных воздухом и светом, например — «Вид на Форум от садов Фарнезе» (1826, Лувр), «Утро в Венеции» (1834, ГМИИ им. А. С. Пушкина).
Исследователи находят определённую связь между работами Коро и его предшественников — Каналетто, Франческо Гварди и Клода Лоррена. Но в целом его искусство самобытно. Многие пейзажи Коро прославили те уголки Франции, где он писал свои лучшие произведения — «Мост в Манте» (1868/1870, Лувр), «Башня в Дуэ» (1871, Лувр), «Пляж в Этрета» (1872, Музей искусств Сент-Луиса).
Коро разделял этюды, написанные с натуры, и фантазии, навеянные воспоминаниями о каком-либо примечательном месте. Вершина творчества Коро — «Воспоминание о Мортфонтене» (1864, Лувр).
Жанровую разновидность «пейзажа с фигурами», в сущности созданную Камилем Коро во французской живописи, называют «пейзажами настроения» (фр. paysage intime). «Верность традиции писать нимф и купальщиц не помешала Коро свежо и поэтично изображать серебристый утренний туман и вечерний сумрак. В поздних произведениях художника, таких как „Купание Дианы“ (ок. 1874), технику раздельных мазков, не скрывающих даже подмалёвок, уже можно назвать началом импрессионизма. Но Коро ещё компонует, смешивая принципы непосредственного этюда с натуры и академической картины».
Однажды, когда он писал в лесу, некто следивший за его работой, раздражённо спросил: «Но откуда, сударь, вы взяли это красивое дерево, которое здесь поместили?» Коро вынул изо рта трубку и, не оборачиваясь, показал мундштуком на дуб у себя за спиной.
Шарль Бодлер охарактеризовал искусство Коро как «чудо сердца и ума». «В его пейзажах, — писал Бодлер, — мало точности, но много тонкости, манеры и стиля… Главная заслуга г-на Коро состоит в простоте и оригинальности».
Творчество Камиля Коро стало связующим звеном между классицистической традицией и импрессионизмом второй половины XIX века. Критики Парижского салона иронично писали, что картины Коро «грезят о духовности старых мастеров, но неудержимо влекут к салонам Бугеро и надуманной романтике Родена, сладости Ренуара…». Коро действительно, но лишь отчасти, подражал малым голландцам, «но при этом оставался истинным французом, лёгким и немного поверхностным. В этом смысле искусство Коро далеко от следования природе, провозглашённого импрессионистами, и в корне противоположно тому, что делали малые голландцы».
На картинах Коро всего несколько основных тонов, зато широкое использование валёров позволяет мастерски передавать настроение природного мотива. Так среди различных полутонов и оттенков только в одной точке картины может иногда мелькнуть яркое пятнышко, например, шапочки рыбака, как на эрмитажных картинах «Крестьянка, пасущая корову у опушки леса» (1865/1870), «Утро» и «Вечер» (конец 1850-х / начало 1860-х гг.).

## Наследие
Камиль Коро оказал значительное влияние на первых импрессионистов, с некоторыми из которых был знаком лично. «Больше всего мне нравится в Коро то, как он одним сучком дерева умеет передать вам всё», — говорил Огюст Ренуар.
Всего Коро написал более 3000 картин, помимо этого создал десятки офортов. Такое количество произведений породило подделки, имитации и, как следствие, трудности в атрибуции, что позднее привело к падению спроса на оригинальные работы художника. Известны случаи, когда, встретив понравившуюся ему подделку «под Коро», художник в знак одобрения мастерства фальсификатора подписывал её своим именем.

## Случай с похищением картины
В 2010 году с одной из нью-йоркских выставок пропала картина «Портрет девочки» работы Камиля Коро. Через месяц картина была обнаружена в доме швейцара отеля «Марк» Франклина Пьюнтеса. Швейцар обнаружил портрет в кустах недалеко от своего места работы, принёс домой и повесил на стену в туалете, напротив унитаза. Через несколько недель, случайно увидев по телевизору фотографию картины, швейцар узнал, что она стоит более миллиона долларов, её разыскивает полиция, и отнёс картину в полицейский участок. За кражу картины был осужден некто Томас Дойл.

## Галерея

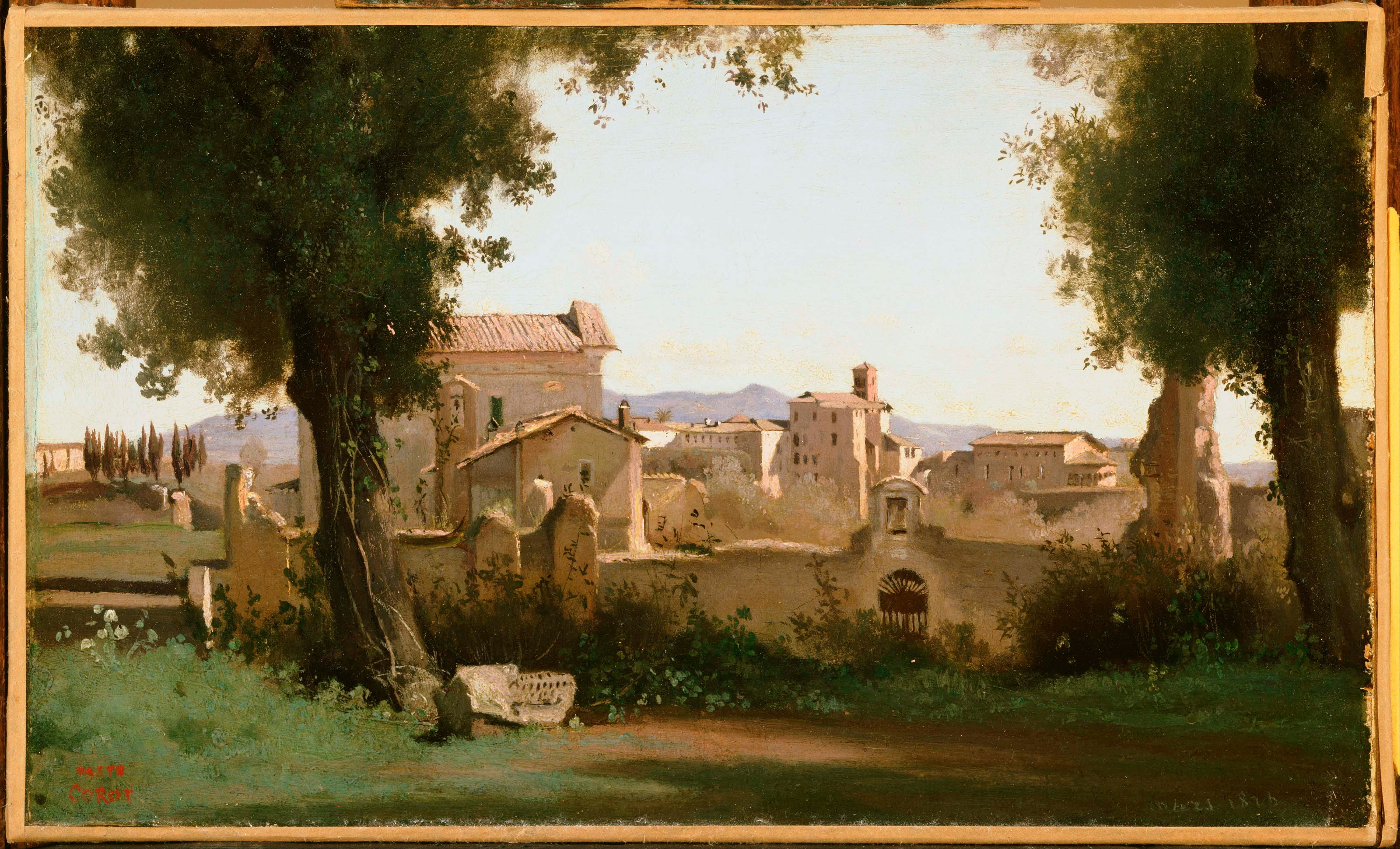
Вид от садов Фарнезе. 1826. Бумага на холсте, масло. Коллекция Филлипса, Вашингтон.
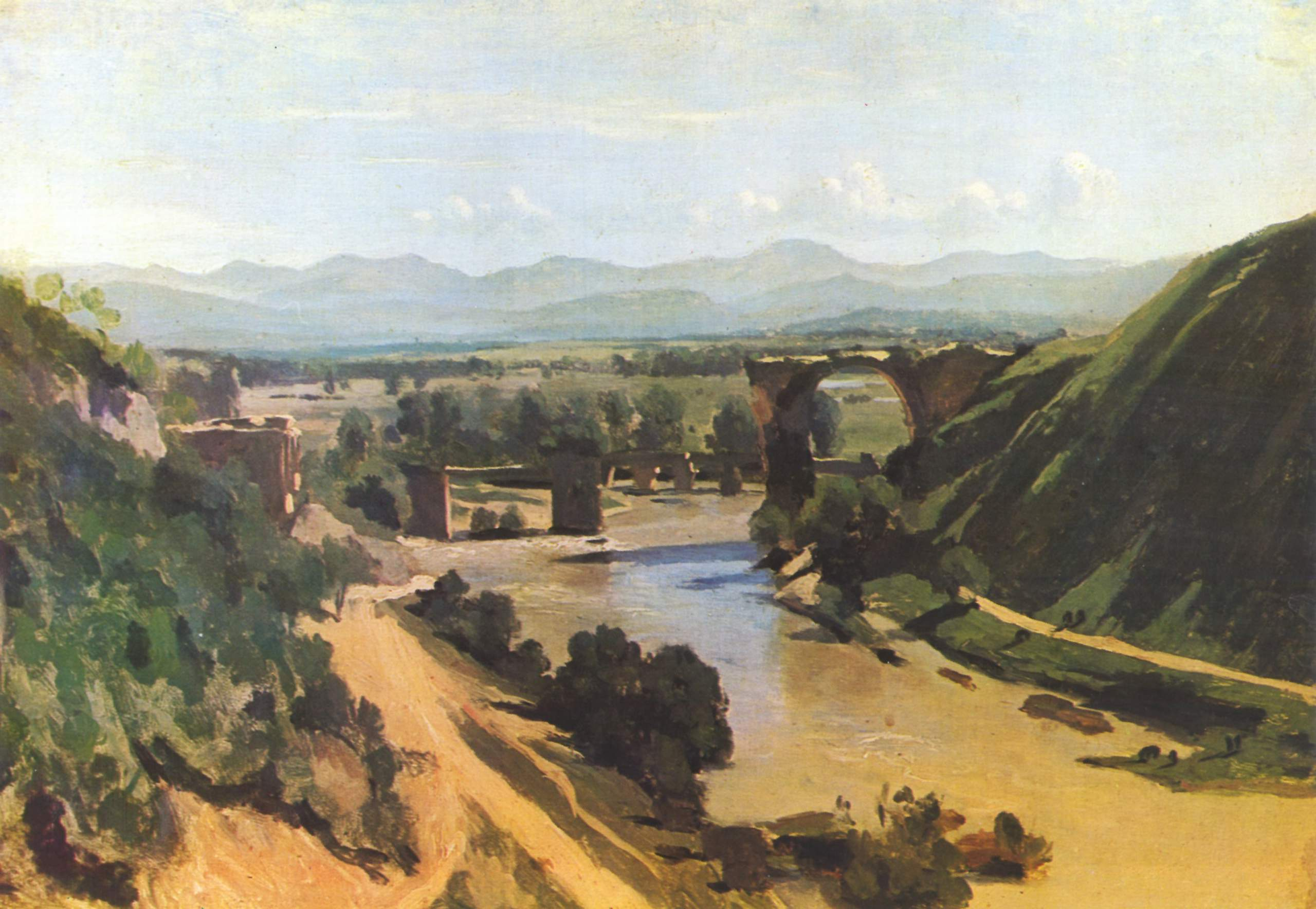
Мост в Нарни. 1826. Бамага на холсте, масло. Лувр, Париж
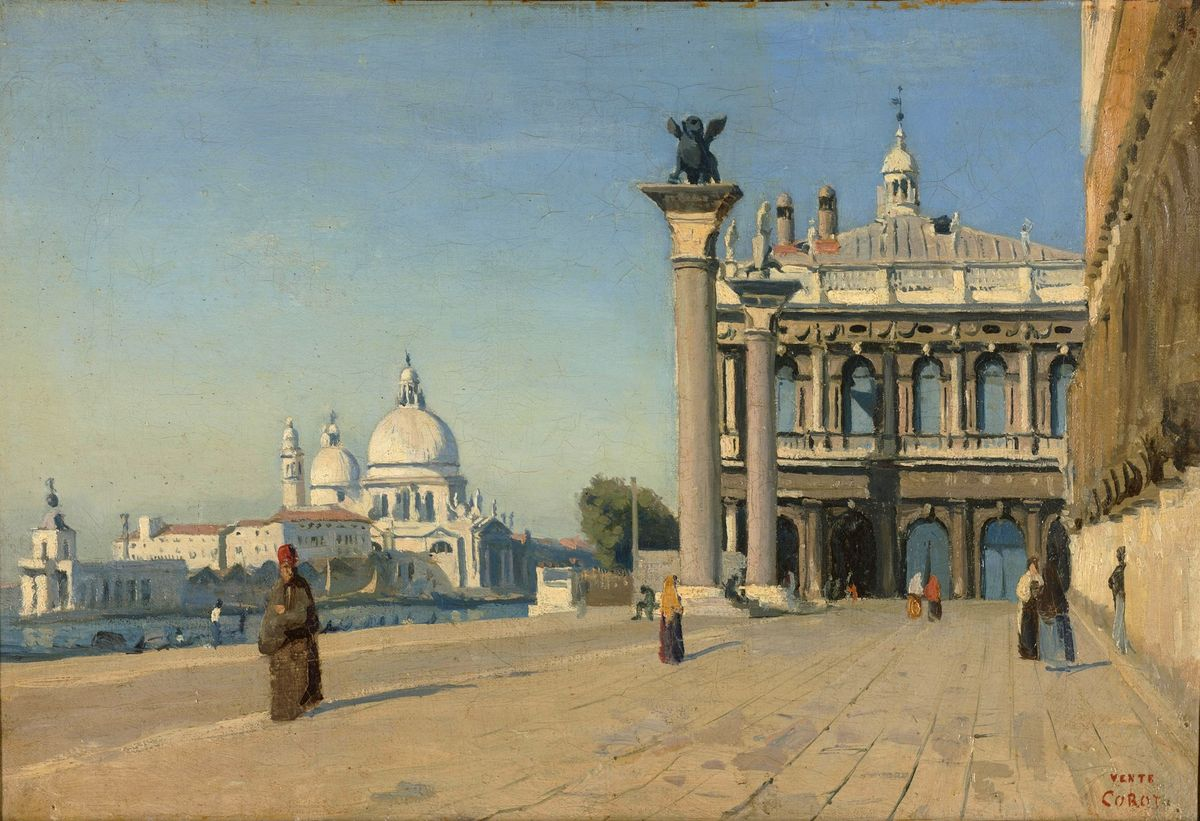
Утро в Венеции. 1834. Холст, масло. Государственный музей изобразительных искусств имени А. С. Пушкина, Москва
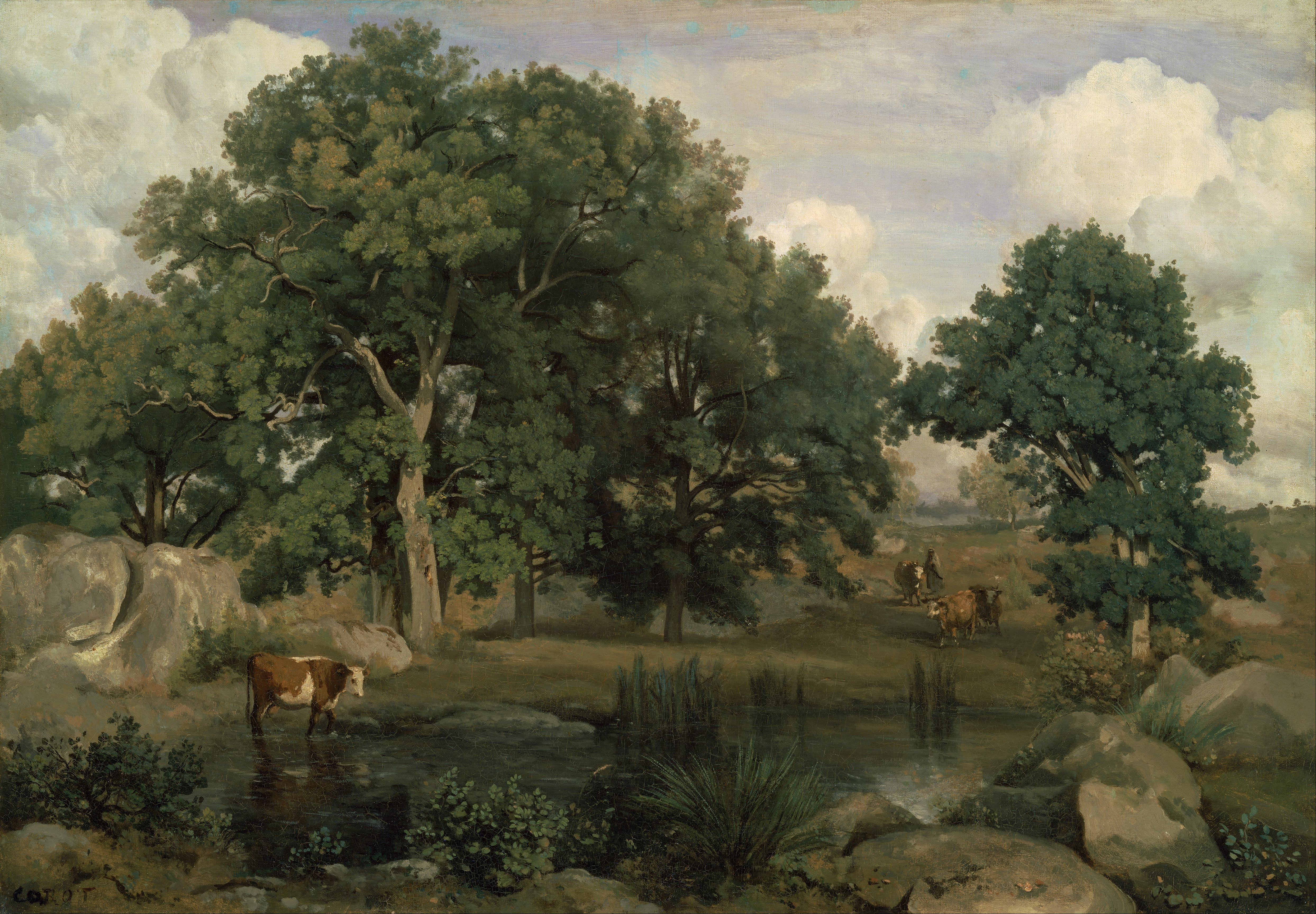
Лес Фонтенбло. 1846. Холст, масло. Музей изящных искусств, Бостон, Массачусетс, США
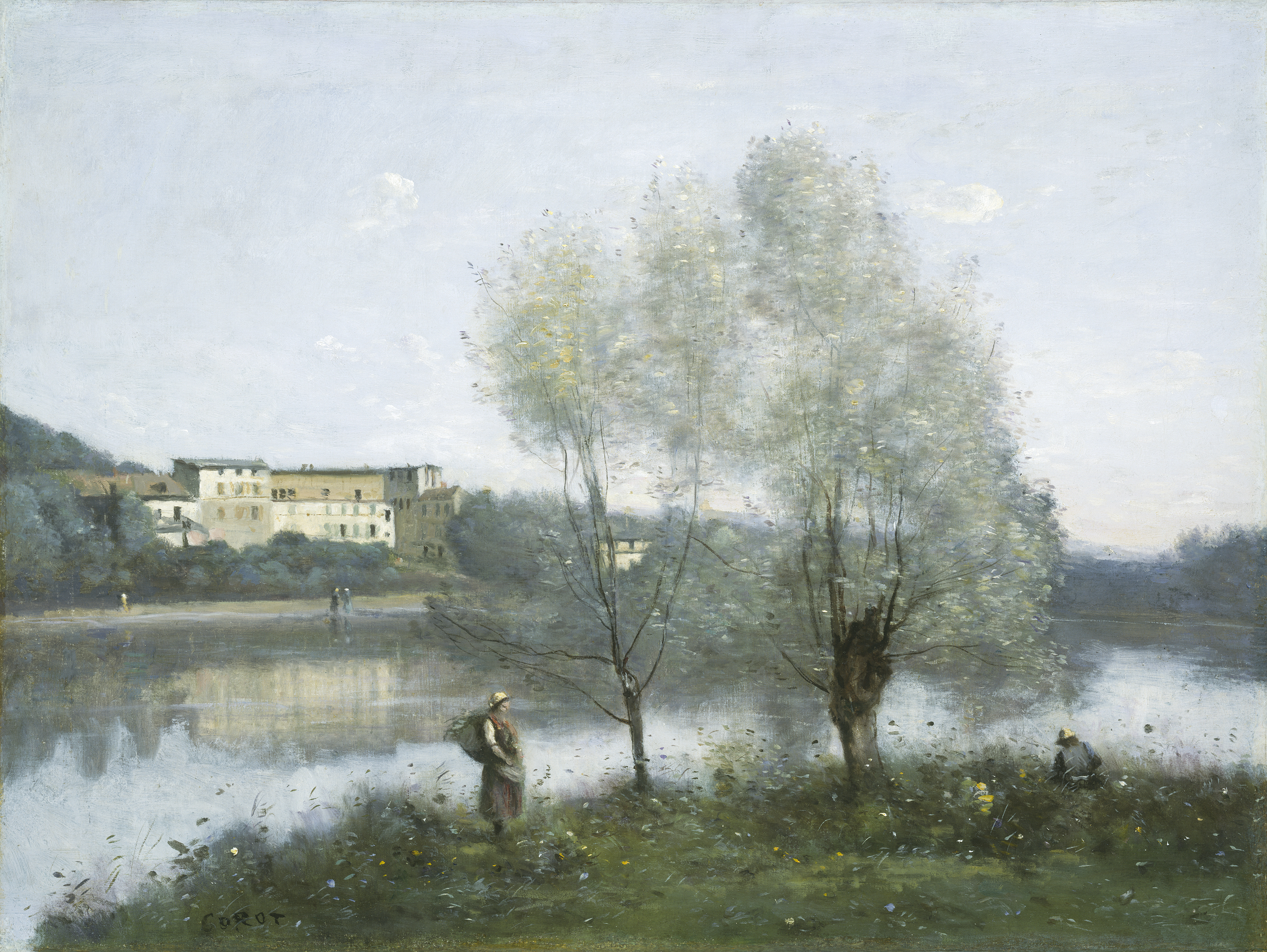
Виль-де-Аврей. 1867. Холст, масло. Национальная галерея искусства, Вашингтон
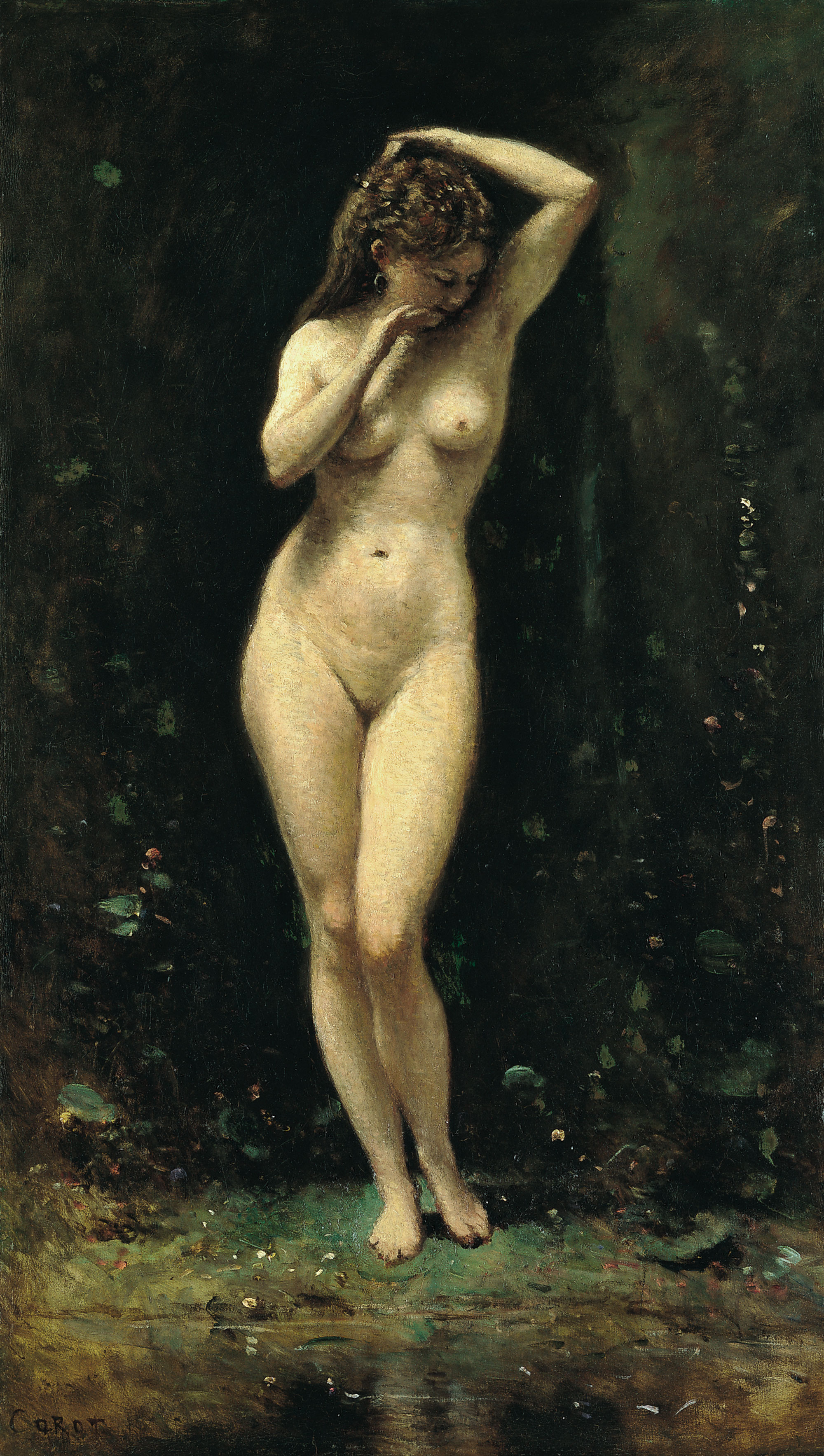
Купание Дианы. 1869-1870. Холст, масло. Музей Тиссена-Борнемисы, Мадрид
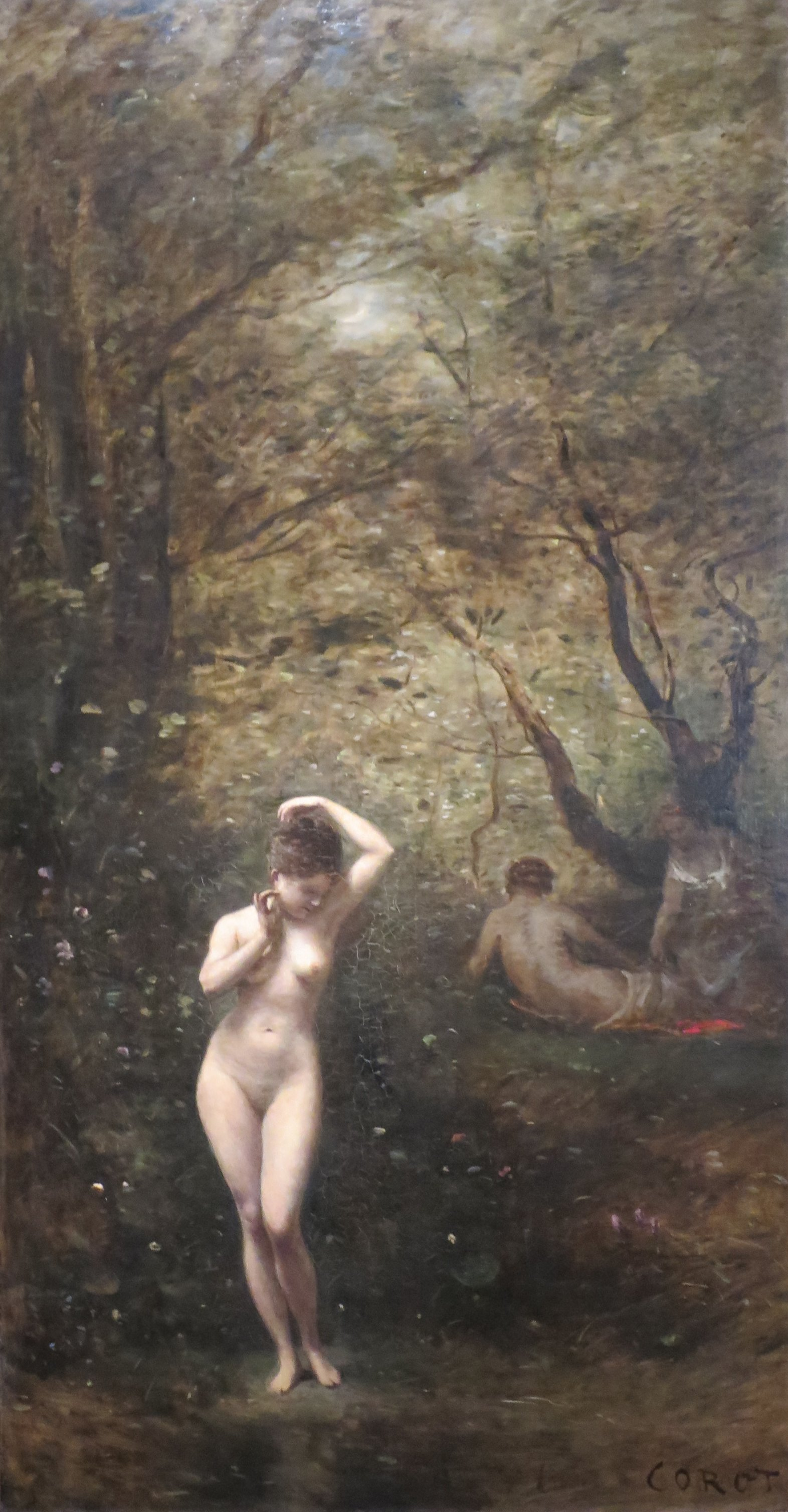
Купание Дианы. 1873. Холст, масло. Государственный музей изобразительных искусств имени А. С. Пушкина, Москва
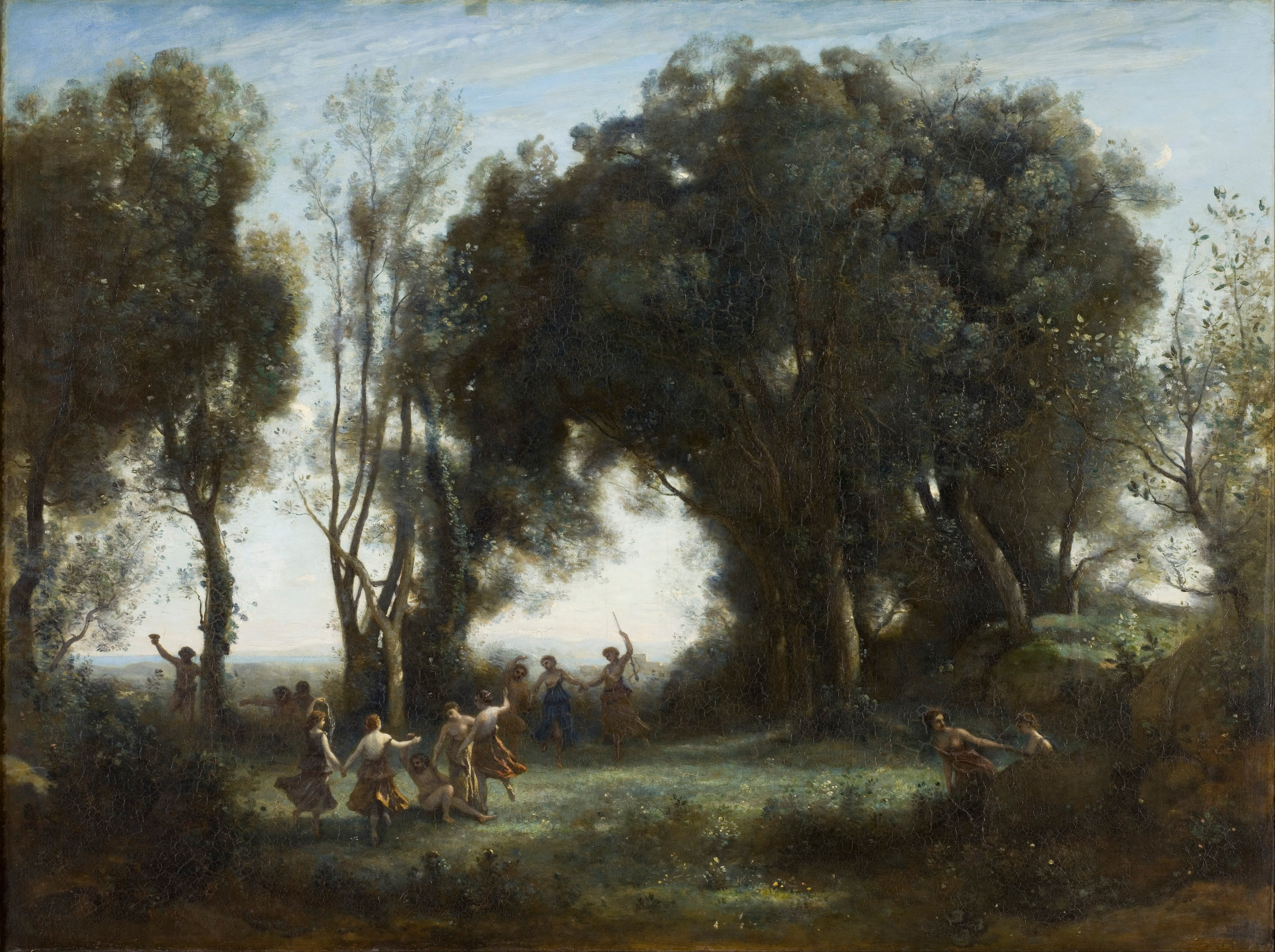
Утро. Танец нимф. Ок. 1850. Холст, масло. Музей Орсе, Париж
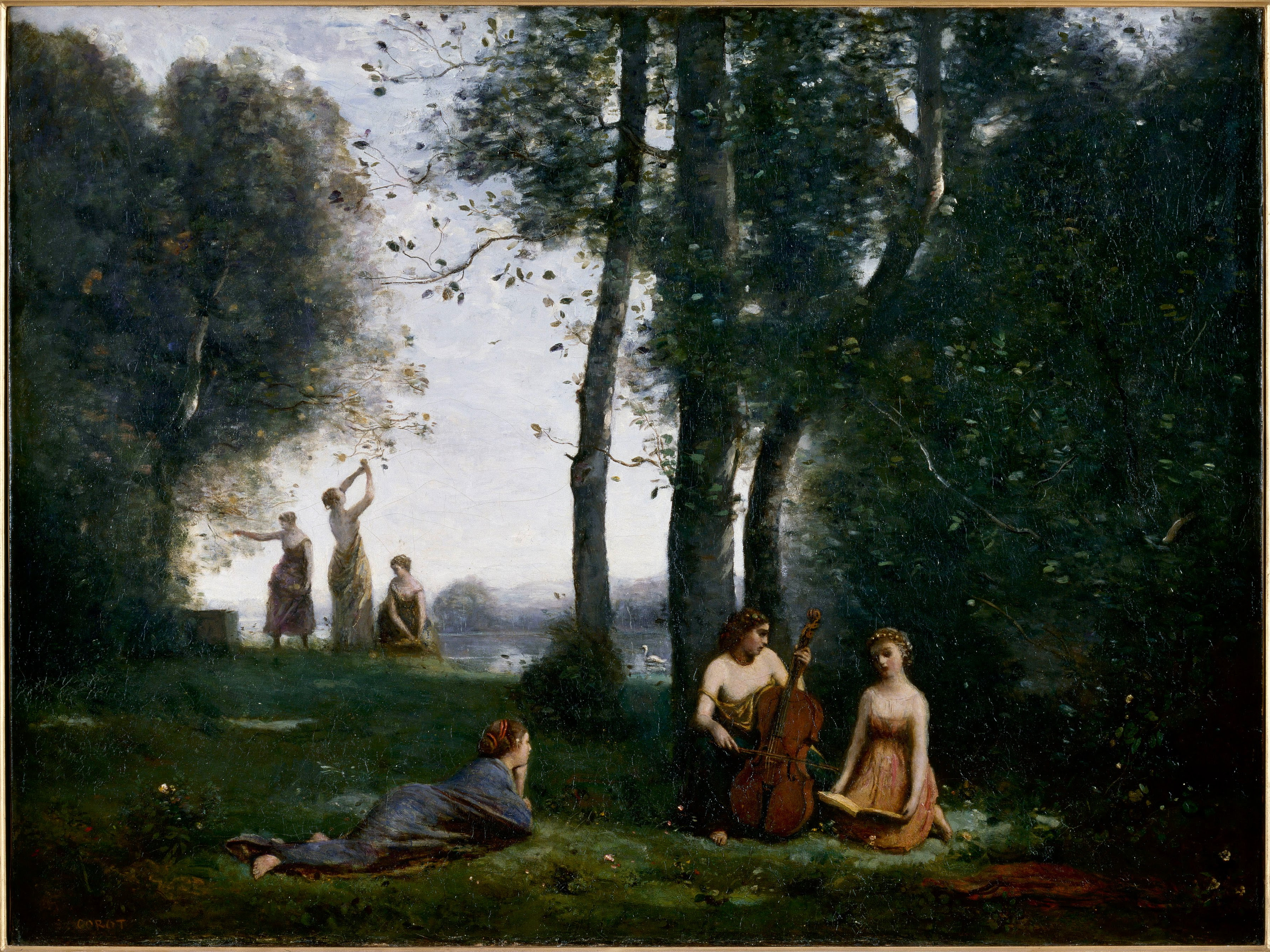
Пасторальный концерт. 1857. Холст, масло. Музей Конде, Шантийи
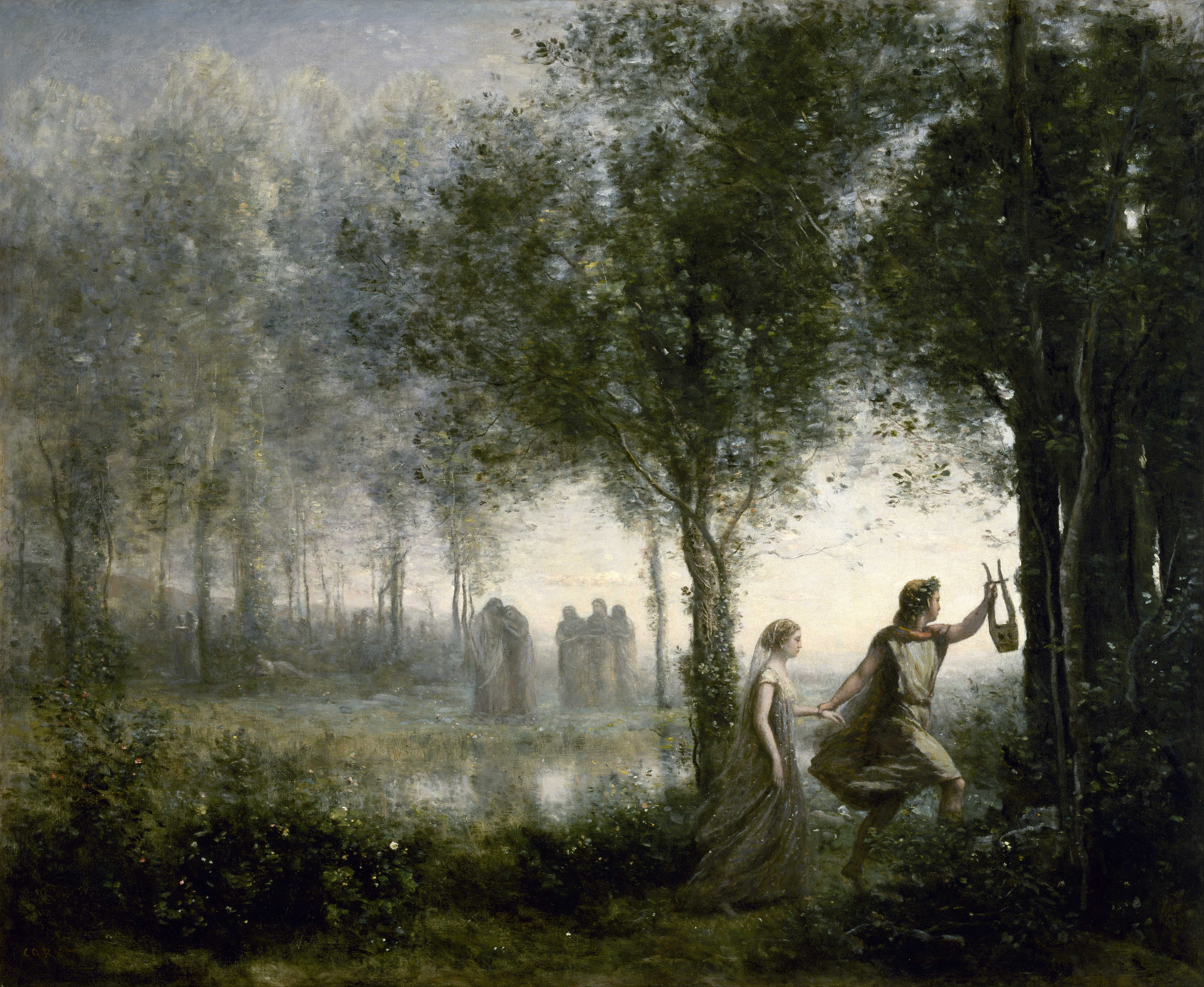
Орфей и Эвридика. 1861. Холст, масло. Музей изящных искусств, Хьюстон, Техас, США
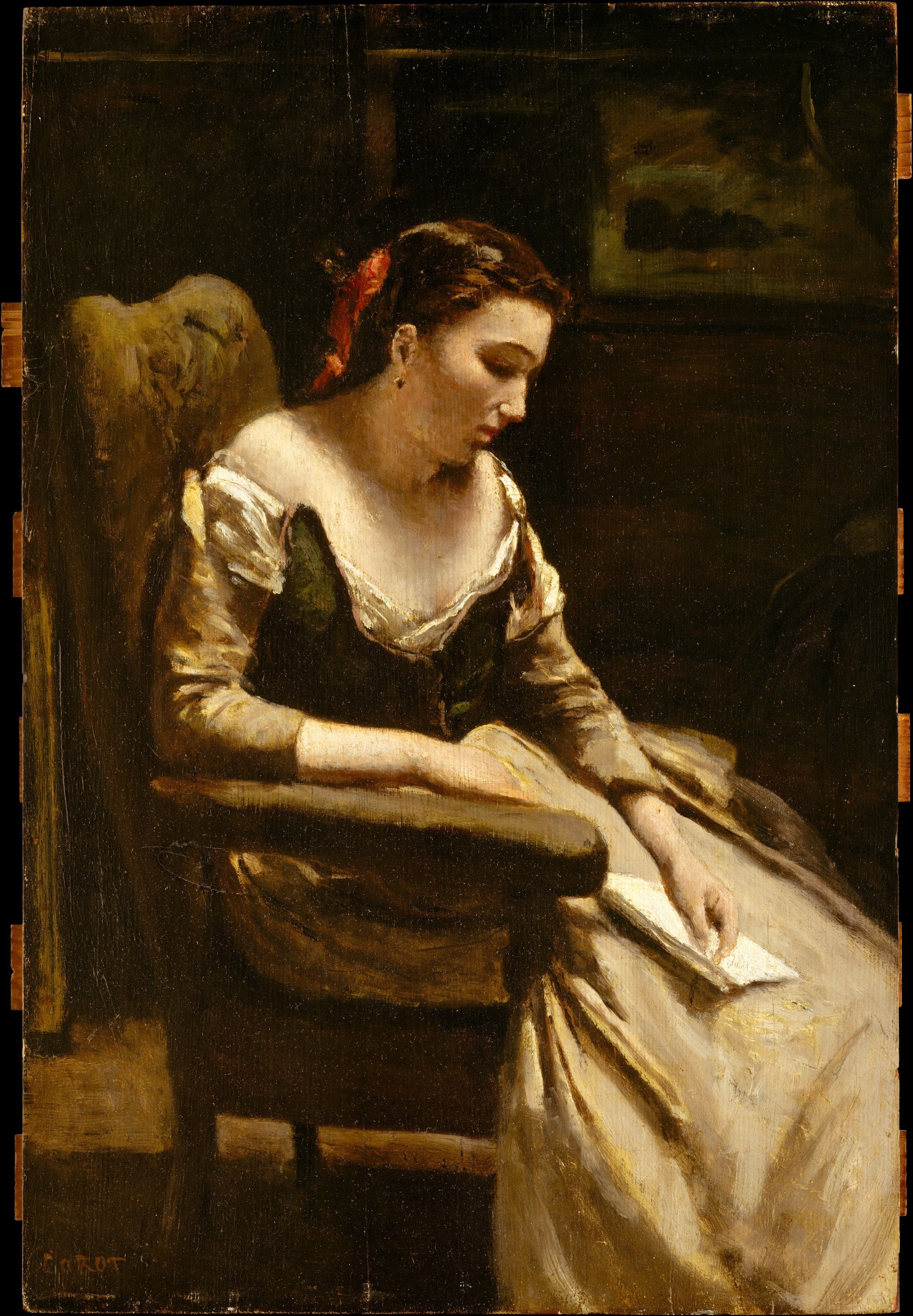
Письмо. Между 1865 и 1870. Музей Метрополитен, Нью-Йорк
Агостина. 1866. Холст, масло. Национальная галерея искусства, Вашингтон
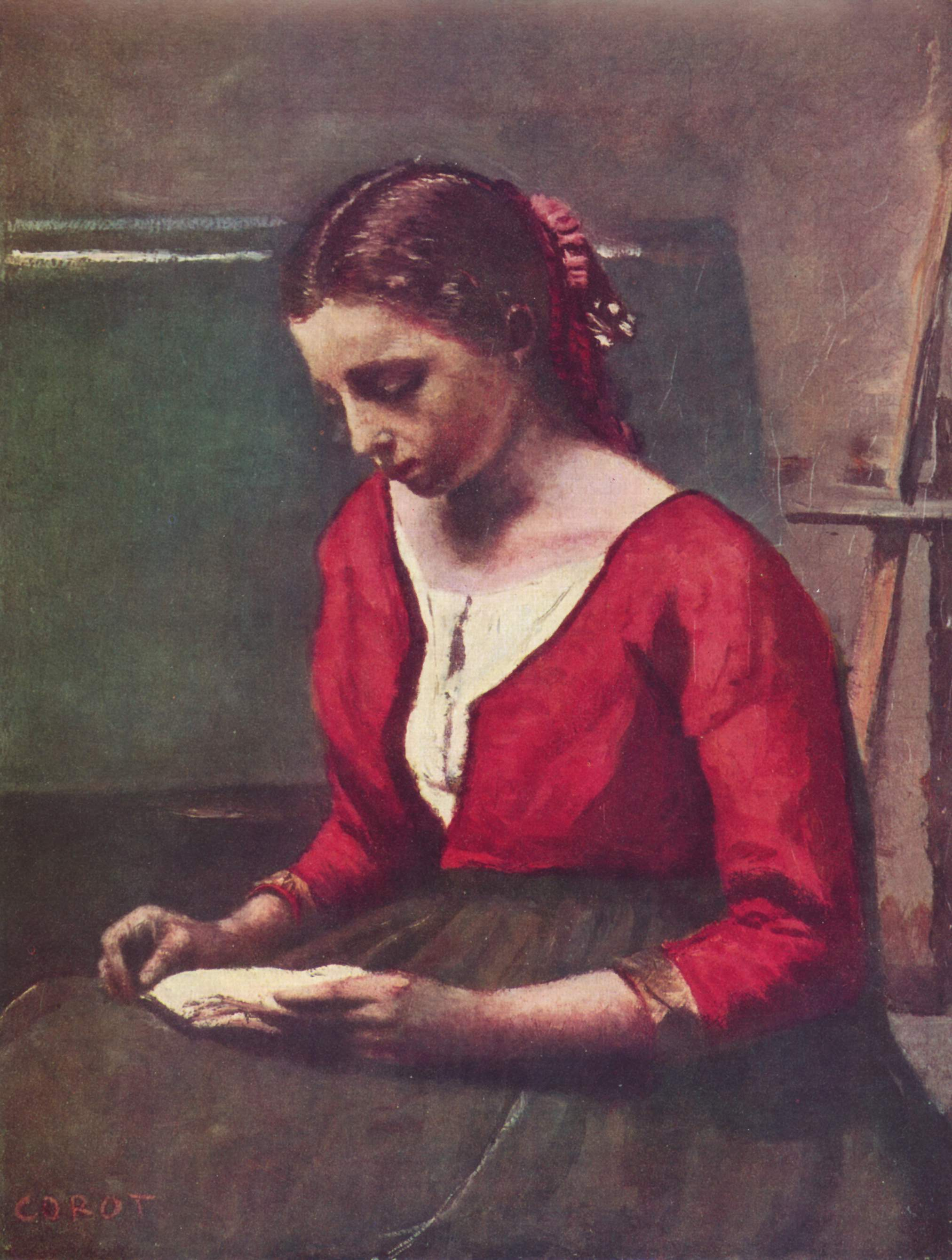
Читающая девушка в красном. Между 1845 и 1850. Холст, масло. Собрание Фонда Эмиля Бюрле, Цюрих
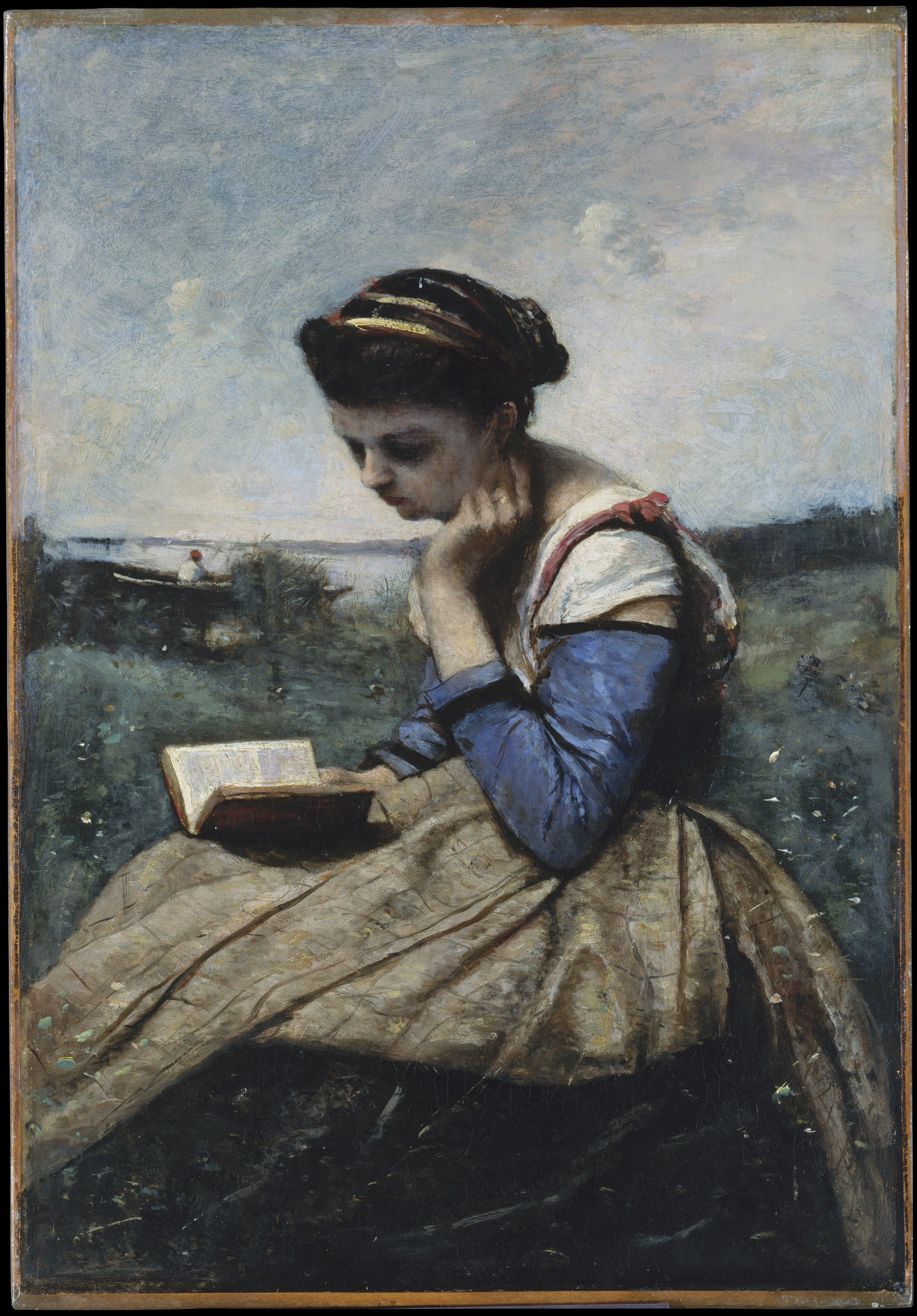
Читающая женщина. 1869 или 1870. Холст, масло. Музей Метрополитен, Нью-Йорк